# Пчёлка Майя и Кубок мёда
«Пчёлка Майя и Кубок мёда» (англ. Maya the Bee: The Honey Games) — анимационный комедийный спортивный фильм, снятый в 2018 году режиссёрами Ноэлем Клири и Серхио Дельфино. Основанный на персонажах аниме 1975 года «Пчёлка Майя» и немецкой детской книги «Приключения пчёлки Майи» Вальдемара Бонзельса, фильм является продолжением снятого в 2014 году мультфильма «Пчёлка Майя».
Фильм «Пчёлка Майя и Кубок мёда» был выпущен в прокат 1 апреля 2018 года в Германии и 6 июля того же года Австралии. Всего было собрано 10,8 миллиона долларов по всему миру. Изначально мировая премьера фильма была запланирована на декабрь 2017 года, но позже дата была перенесена на 2018 год.
Сиквел, получивший название «Пчёлка Майя: Медовый движ», был выпущен 7 января 2021 года.

## Сюжет
Пчелки Майя и Вилли гоняют на стрекозе. Восторженный Ронни советует ей принять участие в грядущих соревнованиях между ульями за Кубок мёда. Майя была бы рада поучаствовать в турнире, но их с Вилли в улей никогда не приглашают. По дороге обратно в улей Майя и Вилли натыкаются на важного Трутня, который несёт важное послание от королевы Пчёлкограда для Беатрис — главы улья Маковый лужок. Майя уверена, что это может быть лишь одна единственная новость, — их улей пригласят участвовать в Кубке мёда.
Майя и Вилли провожают сэра Трутня Третьего к Беатрис, которая произносит речь перед ульем. Трутень сообщает, что их улей удостоили чести пожертвовать половину собранного ими меда в фонд Кубка меда. Беатрис не может отказаться выполнить приказ королевы, хотя в таком случае их улей и обречен на вымирание от голода. Возмущенная Майя приходит к Беатрис и узнает, что королева её старшая сестра. Беатрис понимает, что их положение весьма печально, но сестра не станет её слушать.
Майя предлагает Вилли отправиться в Пчёлкоград и всё исправить. Майя уговаривает стрекозу Ветрика отнести их в Пчёлкоград. Случайным образом друзья попадают в очередь на поклон королеве. Майя выходит перед королевой и заявляет, что не честно отбирать у их улья мёд и не давать им участвовать в Кубке мёда. Королева приходит в ярость от этого. Затем они случайно обливают королеву Кэтрин мёдом.
Тут в тронном зале появляется Беатрис, а Кэтрин отчитывает сестру. Беатрис очень аккуратно разговаривает с Кэтрин, однако Майя продолжает активно отстаивать права их улья. В результате королева приглашает её и Вилли принять участие в Кубке мёда. Если они победят, то их улей будет помилован, а если проиграют, королева заберёт весь их мед. Сэру Трутню королева даёт распоряжение собрать команду для Макового лужка.
На протяжении трёх дней команды пяти лугов будут соревноваться друг с другом. В конце каждого дня команда, набравшая наименьшее количество очков, выбывает. Соревнуются команды Клопового оврага, Крутой горки, Долины тлей, Пчёлкограда и Макового лужка. Вилли и Майя отправляются на базу своей команды. Там она знакомится с Крейгом, Эшли и Клопфордом. Никто из них не верит в победу на играх. Также на базу приходят рядовые Арни и Барни.
На следующий день начинаются состязания. В первом раунде команда Майи проигрывает Крутой горке. Во втором раунде герои выходят против команды Пчёлкограда. Они снова проигрывают, но набирают очки. Каким-то чудом команде Майи удаётся на одно очко обойти команду Клопового оврага и остаться на соревнованиях. Виола из команды Пчёлкограда думает, как насолить Майе.
Виола приглашает Вилли присоединиться к ней за ужином и угощает его пыльцой. А затем она разыгрывает сцену, говоря, что Майя её ударила. Оказывается, что Виола дочь сэра Трутня. Трутень выносит Майе первое и последнее предупреждение. Ещё одно — и её выгонят с соревнований. Майя негодует из-за высокомерного поведения Виолы. Вилли без ума от Виолы и не видит в ней ничего плохого.
Утром Майя будит всех на тренировку. На втором испытании Майя оставляет свою команду и пытается первой прийти к финишу. Без Майи команде становится труднее продвигаться вперед, однако в итоге Маковый лужок занимает третье место. Другие члены команды недовольны тем, что Майя их бросила. Вилли рассказывает остальным, что если они проиграют, то королева заберёт весь их мёд. Это сильно сплачивает героев.
В третий день испытаний героям предстоит преодолеть лабиринт. Майя связывает всех паутиной, чтобы они не потерялись. Вилли случайно отрывается от команды и будит Мегазавра. Виола, не желая проигрывать, начинает загоняться. Она ставит себя выше команды, чтобы оправдать ожидания отца. Маковый лужок и Пчёлкоград выходят в финал. Вечером на танцах Виола уводит Вилли. Она начинает заговаривать ему зубы, но его вовремя вырывают из её лап. Виола обещает оставить команду Майи в покое, если та выиграет у неё в гонках на Слизьхилле. Майя соглашается, но Виола подставляет её и на этот раз. Майя разбивает золотой кубок, который должен был достаться победителю соревнований. Сэр Трутень прогоняет Майю с соревнований за разбитый кубок. Вилли по-прежнему не верит, что во всем виновата Виола, которой он просто очарован. Теперь вся ответственность за финал ложится на плечи Вилли.
В финале командам нужно пройти все препятствия, собрать красную пыльцу и прийти первыми к финишу. Майя перед началом финальной игры выходит перед королевой с извинениями за то, что заварила всю эту кашу. Королева допускает её к соревнованиям, но за это королева обещает, что будет забирать урожай у Макового лужка каждый год. Тем временем отец Виолы решат сжульничать: он велит дочери воспользоваться секретным ходом на горе, чтобы обойти соперников.
Когда все укрываются от града, Вилли снова отстает. Он замечает команду Виолы, принимает их за своих. Догнав Виолу, он видит, как её команда уходит через потайной ход. Виола велит Вилли соврать Майе. Тот разочаровывается в Виоле. Майя не отчаивается, она подбадривает команду, говоря, что они смогут победить честно. Команда Майи первой добирается до пыльцы. Но тут они слышат крики Виолы о помощи: её команда попала в паутину к большой паучихе. Майя с друзьями вызволяет Виолу и её команду. Виола удивлена тем, что Майя пришла за ними. Она извиняется за то, что была гадкой.
Команды отправляются в последнюю гонку, но перед финишем Виола притормаживает, позволяя Маковому лужку победить. Виола раскрывает перед всеми жульничество своего отца, а также отмечает, что Майя спасла их. Сэр Трутень протестует, пытаясь вернуть победу Пчёлкограду. Беатрис удается образумить сестру. Та отдает победу Маковому лужку. Сёстры наконец мирятся, а затем все отправляются праздновать окончание соревнований.

## В ролях
- Коко Джек Гиллис — Майя
- Бенсон Джек Энтони — Вилли
- Ричард Роксбург — Флип
- Джастин Кларк — Королева
- Джимми Джеймс Итон — Кроули
- Марни Маккуин — Императрица
- Руперт Дегас — Сэр Трутень III
- Линда Нго — Виола
- Ставрула Адамеитис — Челси
- Тесс Майер — Сандра
- Кэм Ральф — Клопфорд
- Шейн Дандас — Барни
- Дэвид Коллинз — Арни
- Джордан Хэйр — Эшли
- Джимми Джеймс Итон — Крэйг
- Джейн Убриен — Текла
- Питер МакАллум — Мантис
- Сэм Хафт — Драго

## Сиквел
Третий фильм, получивший название «Пчёлка Майя: Медовый движ», вышел в прокат 7 января 2021 года в Австралии. Режиссёром фильма является Ноэль Клири, а продюсерами являются Трейси Ленон и Бенджамин Эй. Первоначально фильм планировалось выпустить в 2020 году, однако из-за пандемии COVID-19 выпуск был перенесён на один год.